# Alain Wicki
Alain Wicki (* 6. Juli 1962) ist ein ehemaliger Schweizer Skeletonpilot.
Alain Wicki wurde 1983 in Igls Skeleton-Europameister und in St. Moritz hinter Gert Elsässer und Nico Baracchi Dritter bei den Weltmeisterschaften. 1987 in Sarajevo wurde er EM-Dritter, 1988 gewann er den Titel in Winterberg ein zweites Mal. Bei der Schaffung des Skeleton-Weltcups gehörte er zu den erfolgreichsten Athleten der Anfangsjahre. Er gewann das erste Weltcuprennen überhaupt, das 1988 in Winterberg ausgetragen wurde. Im Gesamtweltcup belegte er in dieser ersten Saison den zweiten Platz hinter Andy Schmid. In der Folgesaison 1988/89 gewann er alle drei Rennen des Weltcups und damit auch überlegen die Gesamtwertung. 1989 gewann er bei den Weltmeisterschaften in St. Moritz Gold. Selbst in den 1990er Jahren nahm er noch am Weltcup teil und belegte häufig vordere Ränge, ohne nochmals in die Gesamtwertung einzugreifen. 1998 nahm er letztmals aktiv an der Weltmeisterschaft in St. Moritz teil und gewann hinter Willi Schneider Silber.
National gewann Wicki 1982 seinen ersten Titel bei Schweizer Meisterschaften. Im Jahr darauf musste er sich seinem langjährigen Konkurrenten Baracchi geschlagen geben und wurde Zweiter. Seine letzten Titel gewann er 1988 und 1989.